# Eazy-E
Eazy-E, pseudonimo di Eric Lynn Wright (Compton, 7 settembre 1964 – Los Angeles, 26 marzo 1995), è stato un rapper e produttore discografico statunitense.
Considerato il "Padrino" del gangsta rap in qualità di fondatore della prima label specializzata in questo genere di rap, Ruthless Records, è giudicato uno dei migliori artisti hip-hop di sempre. Fu il produttore esecutivo per alcuni dei rapper più famosi di sempre, tra cui i suoi ex compagni di crew, Ice Cube e Dr Dre. Ha anche scoperto tanti artisti solisti e gruppi della West Coast. Tra le sue numerose scoperte la più nota fu il gruppo Bone Thugs-n-Harmony.
È diventato famoso come creatore e leader del gruppo N.W.A diventando così il primo rapper di sempre a rendere mainstream il gangsta rap. Eazy aveva anche una grande stima di Tupac Shakur.
Tupac Shakur su Eazy-E: "È l'unico della scena rap più gangsta di me. Ed è anche l'unico di cui Suge Knight ha paura. È un vero gangsta che prova a fare il rapper. Sono orgoglioso che sia il rapper più rispettato ed influente della West Coast."
Dopo lo scioglimento degli N.W.A, Eazy ha saputo farsi un nome anche da solista con album che hanno riscosso un grandissimo successo. Il suo terzo album, famoso per tanti dissing a Dr. Dre, Snoop Dogg e Tha Dogg Pound, uscito nel 1993, fu uno degli album rap più venduti della storia.
Morì il 26 marzo 1995 a 30 anni per le complicazioni di una polmonite insorta nel quadro clinico dell'AIDS.

## Biografia

### Esordi
Eric Lynn Wright nacque da Richard e Kathie Wright il 7 settembre 1964 a Compton, una delle aree, insieme a South Central, Crenshaw e Watts, più pericolose di Los Angeles visti i continui omicidi dovuti agli scontri fra le gang, in particolare tra i Bloods e i Crips. Negli anni dell'adolescenza, dopo aver vissuto di espedienti, Eric, crescendo nei quartieri di Compton, iniziò ad avere anche lui un modo di pensare da gangster di strada e si unì ai Kelly Park Compton Crips, dove probabilmente ebbe origine il soprannome di Eazy-E. Iniziò quindi a spacciare droga per conto dei Crips. Successivamente familiarizzò con l'hip hop come musica e come cultura iniziando a mettere da parte il denaro ricavato con lo spaccio per fondare la sua etichetta discografica, la Ruthless Records. In questo periodo conobbe rapper locali come Dr. Dre e Ice Cube e decise di collaborare con loro una volta fondata la Ruthless. I soldi messi da parte illegalmente da Eazy ammontavano a più di 250.000 dollari. Questo denaro gli permise, insieme al manager Jerry Heller, di fondare la sua casa discografica che fu la prima in tutta la West Coast (ma probabilmente anche di tutta America) ad usare come genere musicale il gangsta rap.

### Ruthless Records, N.W.A e Eazy Duz It (1986-1989)
Fondata la Ruthless, insieme a Dre e Cube registrò la canzone Boyz 'N Da Hood (con la voce di Eazy, testo di Ice Cube e base di Dr. Dre e Dj Yella), traccia che presenta un nuovo stile di rap, il "gangsta", che però venne scartata dalla HBO, etichetta di appoggio della Ruthless. Questo fece propendere Eazy-E, Dre e Cube per la promozione personale e, con la collaborazione di DJ Yella e MC Ren, formarono il gruppo N.W.A. La canzone Boyz in the Hood può considerarsi, se non la prima, una delle primissime canzoni "gangsta rap" di tutti i tempi. I membri degli N.W.A venivano considerati dei gangster per il loro modo di fare rap e per il modo di vestire.
L'unico degli N.W.A che poteva considerarsi a tutti gli effetti un vero e proprio gangster di strada era proprio Eazy-E, che aveva fatto parte dei Kelly Park Crips di Compton, per i quali aveva spacciato droga. Oltre a questo, Eazy venne considerato un vero gangster anche per il suo frequente parlare di armi e delle sue abilità con pistole e AK-47 (arma nominata spesso da tutti gli N.W.A). Il disco di debutto è N.W.A. and the Posse, uscito nel 1987 ed ignorato quasi completamente. L'album fu uno dei primi esperimenti di gangsta rap, suono che nella prima metà degli anni novanta trovò nell'area di Los Angeles la propria esplosione di popolarità.
Successivamente Eazy prese con sé nella sua etichetta altri artisti come The D.O.C. e The Arabian Prince e così, con la band al completo, si poté dare inizio ad una fase di studio in cui si dedicava alla produzione di un nuovo progetto. L'attitudine musicale, stavolta, è maggiormente incentrata sulla denuncia politica e sociale, in questo gli N.W.A si ispiravano ai Public Enemy, pionieri del rap di denuncia. Verso la fine del 1988 uscì Straight Outta Compton, album hardcore con liriche misogine e violente. Senza la promozione pubblicitaria, il progetto divenne un classico dell'underground californiano e poi nazionale, vincendo tra l'altro due dischi di platino.
Il brano Fuck tha Police produce un tale scandalo nell'industria musicale che l'FBI mandò alla Ruthless Records una lettera nella quale "invitava" gli N.W.A a calmarsi. Mentre il brano Straight Outta Compton è stato inserito nella 100 Greatest Hip Hop Songs, con la posizione 19, e può considerarsi una delle canzoni più riuscite degli N.W.A.
La carriera solista di Eazy-E era intanto iniziata in parallelo con quella negli N.W.A. Nei brani degli N.W.A infatti Eazy aveva dimostrato di avere una grande abilità nel rap, un'abilità che poteva fargli avere successo anche da solista. Così nel 1988 pubblicò Eazy-Duz-It, EP solista che riscosse un notevole successo nell'underground fino agli inizi degli anni novanta. In questo album Eazy non lasciò comunque in disparte la sua crew, infatti gli N.W.A intervengono spesso nelle canzoni del suo album come si nota da alcune canzoni più famose come Eazy-Duz-It, Eazy-er Said Than Dunn o We Want Eazy. La canzone Boyz in tha Hood venne riproposta in questo album con un remix, ed ebbe un grande successo. Dr. Dre ed Ice Cube si erano inoltre occupati di trovare le rime per molte delle canzoni scritte da Eazy nel suo album. Nel 1989, in seguito ad alcune tensioni interne, Ice Cube lasciò gli N.W.A, sostenendo che Eazy-E e Jerry Heller, i due fondatori della Ruthless Records, stessero sottraendo del denaro dai profitti di Straight Outta Compton.
Il resto del gruppo rimase comunque dalla parte di Eazy-E, e conseguentemente in contrasto con l'uscente Ice Cube. Intanto gli N.W.A realizzarono 100 Miles and Runnin' (1990) e Efil4zaggin (1991, Niggaz 4 Life, "negri per la vita", letto al contrario). In questi progetti continuavano sempre più ad emergere le notevoli doti liriche di Eazy-E, pungenti, hardcore e sessualmente esplicite. Il successo riscosso negli ultimi tempi dagli N.W.A, portò la Ruthless ad allargare la propria rosa di artisti con gruppi come gli Above the Law. Gli NWA nell'album "Efil4zaggin" avevano anche dissato Ice Cube seppure non nominandolo direttamente ma facendo allusioni a lui e chiamandolo col soprannome "Benedict Arnold", il famoso traditore della guerra d'indipendenza americana, facendo così passare Cube per un traditore per aver lasciato gli N.W.A. Ice Cube rispose nel suo primo album solista AmeriKKKa's Most Wanted, nel pezzo A message to the Oreo Cookie dove aveva espresso insulti violenti ad una persona di cui non rivelò il nome, ma che secondo alcuni sarebbe stato Eazy-E poiché la traccia si conclude con un sarcastico “think about it – fuckin' sell-out” (‘'pensaci – fottuto venduto'’). Ma il diss più grande che Ice Cube rivolse agli N.W.A fu nella canzone No Vaseline del suo seguente album Death Certificate, dove Cube venne anche accusato di razzismo da alcuni media per aver insultato in tale canzone non solo gli N.W.A ma anche il loro manager, Jerry Heller, dicendo "You can't be a the niggaz 4 life crew, with a white Jew telling you what to do" ovvero "Non potete essere una crew che dice neri per la vita se avete un bianco ebreo che vi dice cosa dovete fare".

### Fine degli N.W.A e faida con Dr. Dre (1991-1994)
Quando gli N.W.A e la Ruthless Records raggiunsero il vertice della popolarità, Dre decise di abbandonare il gruppo, per vari motivi. In primo luogo non era soddisfatto del suo contratto discografico, ma soprattutto si convinse, come aveva fatto in precedenza Ice Cube, che Eazy e Jerry Heller avevano sottratto effettivamente denaro dai profitti di Straight Outta Compton. Eazy (sapendo che ciò avrebbe segnato la fine del suo gruppo) negò a Dre la possibilità di uscire dalla Ruthless e nemmeno gli concesse di uscire dagli N.W.A.
Dre, che aveva in mente di fondare una casa discografica tutta sua, la Death Row Records insieme alla sua ex guardia del corpo Marion "Suge" Knight, tentò insieme a Suge di convincere Eazy a liberarlo dalla Ruthless. Non riuscendoci misero in giro voci sul fatto che a quanto pare Eazy-E minacciava l'altro fondatore della Ruthless, Jerry Heller, e a volte lo teneva persino prigioniero in un furgone, proprio per poter dirigere da solo l'etichetta discografica. Queste accuse risultarono essere palesemente false, in quanto Heller era un buon amico di Eazy e smentì le voci secondo le quali quest'ultimo lo intimoriva tramite minacce e sequestri. Eazy continuò a rifiutarsi di voler liberare Dre dagli N.W.A e dal contratto con la Ruthless Records. Per questo motivo l'astio di Dre nei confronti di Eazy continuò ad aumentare.
Dr. Dre, tuttavia, riuscì ad uscire comunque tempo dopo dalla Ruthless, ed alcuni vociferarono grazie alle minacce di Suge Knight contro Eazy. Ma in realtà Jerry Heller firmò il rilascio di Dre dopo che quest'ultimo raggiunse un accordo con Eazy, secondo il quale la Ruthless avrebbe comunque continuato ad incassare parte dei profitti dei futuri album di Dre, per i 5 anni successivi al suo rilascio dalla Ruthless anche se Dre avesse fondato una nuova etichetta discografica. Dre accettò queste condizioni, pur di essere liberato dagli impegni presi con la Ruthless, label con la quale non intendeva più collaborare a causa del suo amaro litigio con Eazy-E, e questo segnò la fine degli N.W.A che durante queste tensioni si erano di fatto già sciolti. Infatti anche MC Ren ormai non era più dalla parte di Eazy, e se ne andò dagli N.W.A per la carriera da solista rimanendo comunque in seno alla Ruthless Records. L'unico del gruppo a rimanere fedele a Eazy-E fu DJ Yella che produsse altri futuri album dello stesso Eazy-E e di altri rapper della Ruthless Records. Intanto Eazy e Dre presero strade diverse, rimanendo in pessimi rapporti. Nel 1992 prima dell'inizio del diss con Dr. Dre e con la Death Row, Eazy aveva pubblicato l'album, 5150: Home 4 Tha Sick EP, album che non ebbe il successo sperato, o perlomeno non fu popolare quanto il suo primo album solista Eazy-Duz-It, pur guadagnandosi comunque una buona notorietà presso l'underground grazie a hit come Only If You Want It e Merry Muthafuckin' Xmas.
Intanto nello stesso anno, fondata la Death Row Records, si uní all’etichetta Snoop Doggy Dogg (uno dei tanti nuovi talenti da lui scoperti). Insieme a Dogg nella canzone Fuck Wit Dre Day (o Dre Day) del suo primo album The Chronic Dre aveva deriso Eazy-E chiamandolo "Sleazy-E" (ovvero "Lo Squallido-E"), e facendolo impersonare nel video della canzone da un attore che lo faceva apparire come un personaggio ridicolo e disperatamente in cerca di denaro. Inoltre in molti talk show, Suge Knight produttore della Death Row, mancava apertamente di rispetto a Eazy. Quello che la Death Row stava facendo era screditarlo per far perdere a lui e alla sua etichetta discografica credibilità presso i fan. Eazy che voleva pubblicare un prolungamento dell'album Eazy-Duz-It, cambiò idea decidendo invece di rispondere agli insulti di Dre iniziando a dissare l'intera casa discografica della Death Row Records ed iniziando quindi una vera e propria faida a colpi di rime con Dr. Dre, lanciando un nuovo album interamente dedicato a prendere in giro pesantemente Snoop Dogg, Suge Knight e in special modo Dre. L'album in questione fu l'EP It's On (Dr. Dre) 187um Killa, nel quale Eazy prende in giro Dre praticamente in ogni canzone. L'album, come suggerisce il nome, venne presentato come il resoconto della morte musicale di Dre.
Da ricordare in questo EP le canzoni It's On e Real Muthaphuckkin G's (censurata in seguito per poter essere trasmessa in radio in Real Compton City G's). Nella canzone Eazy attacca Dre e Dogg in modo particolarmente accanito e nel video della traccia Real Muthaphuckkin G's (girato interamente a Compton e South Central), Eazy-E fa comparire anche "Sleazy-E" l'attore che lo aveva impersonato nel video Fuck wit Dre Day, e nel video di Real Muthaphuckkin G's tale attore viene picchiato dal vero Eazy e cacciato dalla città dalla gente di Compton. Nello stesso video Eazy mostra inoltre numerose foto di Dr. Dre, del periodo antecedente agli N.W.A ovvero, quando Dre non era ancora un rapper ma faceva parte della World Class Wreckin'Crew, una crew electro-funky, dove Dre appariva vestito in abiti sgargianti e persino truccato, e quindi a quei tempi il suo aspetto lo faceva sembrare totalmente l'opposto del gangster di strada che invece voleva apparire nell'album The Chronic. Nella canzone, Eazy offende Dre, chiamandolo She Thang, ovvero "checca" invece di G Thang (ovvero gangster come Dre si definiva in The Chronic), dicendo che Dre non può essere considerato un gangster al suo pari se in passato vestiva come una femmina. Inoltre, parla di Dr. Dre come un finto gangsta in quanto non ha mai realmente vissuto la strada e mai fatto parte di gang. In effetti l'unica volta che Dre ha infranto la legge è stato quando fu accusato di violenza domestica da una donna; nella canzone, infatti, Dresta (che aveva partecipato al featuring) dice: "Ain't broke a law in your life, yet every time you rap, you yap about the gunz and knifes" che tradotto significherebbe: "Mai infranto una legge, eppure quando rappi parli solo di pistole e coltelli". Queste foto imbarazzanti di Dre vennero messe in allegato anche dentro l'album It's On (Dr. Dre) 187um Killa, in modo che ogni fan potesse prendere in giro Dre. Nella canzone Eazy sottolinea anche che sebbene Dre lo abbia dissato in Fuck wit Dre Day, in realtà la Death Row Records stava ancora pagando alla Ruthless parte dei profitti che Dre aveva guadagnato con The Chronic, in base all'accordo fatto tra Dre e Eazy (secondo il quale la Ruthless avrebbe incassato una parte dei profitti dei futuri album di Dre per i 5 anni seguenti al rilascio di Dre dalla Ruthless) quando quest'ultimo gli concesse il rilascio dalla Ruthless.
Grazie a It's On (Dr. Dre) 187um Killa, Eazy riuscì comunque a riacquistare credibilità a scapito della Death Row e di Dre, e per questo la faida tra Eazy e la Death Row diventò sempre più accesa e pubblicizzata dai media. L'EP di Eazy che uscì nel 1993 vinse ben 5 dischi di platino, venendo classificato come album multiplatinum e al primo posto tra gli album hip-hop più venduti del 1993. Inoltre in tale album, Eazy-E diede la possibilità di farsi conoscere a Dresta e al fratello B.G. Knocc Out, che aiutarono Eazy ad attaccare Dre e Dogg. Nel frattempo Eazy continuò a scoprire altri nuovi talenti, tra i quali i Bone Thugs-n-Harmony e will.i.am.

### La morte e il riappacificamento con gli N.W.A (1995)
Nel febbraio del 1995 Eazy venne ricoverato d'urgenza in ospedale dopo aver accusato forti problemi respiratori dovuti secondo lui all'asma, ma il problema era molto più grave: i medici riscontrarono infatti i sintomi dell'AIDS, ormai in fase conclamata. Nel corso della sua vita, Eazy ebbe numerosi rapporti sessuali non protetti (ebbe inoltre numerosi figli da donne diverse) e con tutta probabilità contrasse il virus HIV in una di queste occasioni. Nessuno, tuttavia, compreso lo stesso Eazy, immaginava quanto potesse essere grave la situazione, dato che fino a non molto tempo prima Eazy non aveva manifestato alcun sintomo legato all'HIV. Il 16 marzo, con un pubblico annuncio, mise al corrente i fan e l'intero mondo hip-hop della gravità delle sue condizioni e che la malattia lo avrebbe presto portato al decesso. Dopo il suo ricovero in ospedale, gli studi di The Beat, una radio di Los Angeles dove Eazy aveva condotto in quel periodo uno show ogni sabato, ricevettero la telefonata di Snoop Dogg, piena di lunghi silenzi di commozione, che disse che stava pregando per Eazy. Il giorno dopo anche Ice Cube telefonò alla radio, dicendo che lui ed Eazy si erano riappacificati dopo essersi incontrati a New York non molto tempo prima e che avevano addirittura parlato di riappacificarsi anche con Dr. Dre e di far tornare insieme gli N.W.A. Il 20 marzo, una settimana circa prima della fine, Eazy pubblicò un ultimo messaggio ai fan per poi entrare in coma fino al 26 marzo, quando si spense in un ospedale di Los Angeles, a soli 30 anni, per le complicazioni di una polmonite insorta nel quadro clinico dell'AIDS. Al momento della morte, Eazy stava lavorando a Str8 off tha Streetz of Muthaphukkin Compton, album che sarebbe dovuto uscire a breve quello stesso anno, e che fu invece pubblicato postumo, a circa 8 mesi dalla sua morte.
Dr. Dre andò a trovare Eazy all'ospedale il 17 marzo 1995, nove giorni prima della sua morte: solo loro sanno cosa si sono detti in quell'occasione, ma la cosa certa è che i due si riappacificarono, infatti in seguito Dre ricorderà Eazy in molte sue canzoni dopo la morte di quest'ultimo. In particolare nella canzone What's the Difference? Dre ricorda Eazy dicendo: "Eazy sono ancora con te, fanculo la faida, amico, mi manchi, giusto per essere sinceri". Dre affermò di essere andato a trovare Eazy nuovamente in ospedale anche il giorno della sua morte, ma che in quell'occasione Eazy era già in coma.

### Album postumi

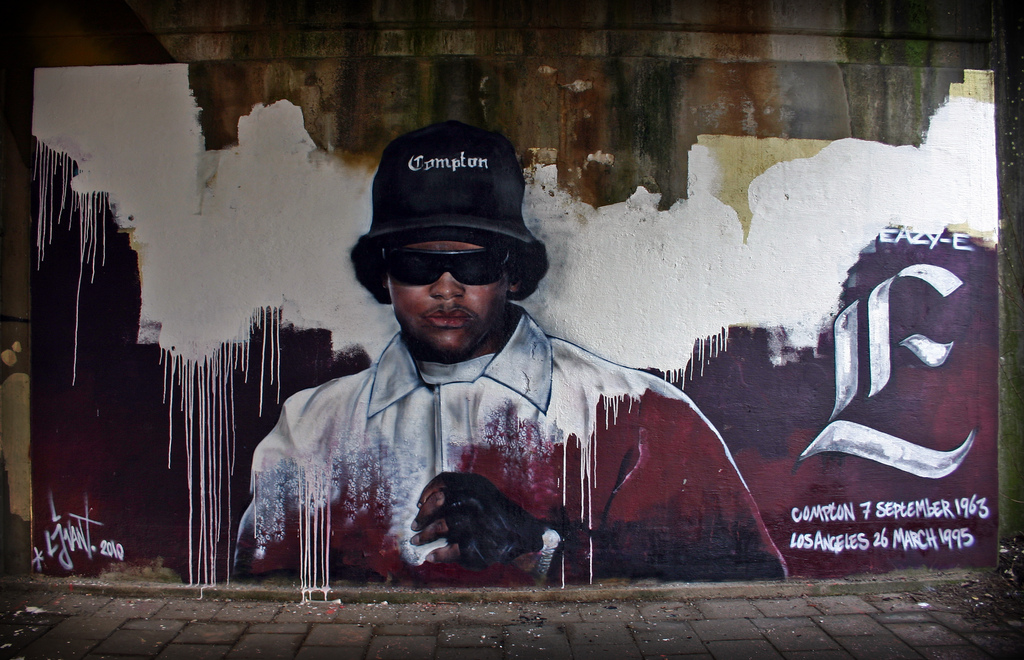
Graffito in memoria di Eazy-E nei Paesi Bassi

Lo stesso anno della morte di Eazy, esce la compilation Eternal E, e l'album Str8 off tha Streetz of Muthaphukkin Compton (in quest'ultimo album, essendo stato fatto prima che Eazy facesse pace con Dre, si nota che il diss tra Eazy e la Death Row c'era ancora). L'album vanta le collaborazioni di Dresta, B.G. Knocc Out, Sylk-E. Fyne, MC Ren, DJ Yella, Menajahtwa e Roger Troutman. Entrambi gli album ottennero un ampio successo.
Sempre tra il 1995-1996 i Bone Thugs-n-Harmony registrarono la traccia Tha Crossroads (contenuta in E 1999 Eternal) in memoria di Eazy-E che era stato il loro mentore e che li aveva scoperti e aiutati ad avere successo. Nel 2002, a sette anni dalla morte, uscì una raccolta di materiale inedito di Eazy-E accumulato negli archivi della Ruthless: Impact Of A Legend, EP accompagnato da un DVD, contenente collaborazioni con Rhythm D, Steffon, Phalos Mode, Loesta, Loco S.A.B, The Genie, Roc Slanga, Sacraphyce, Ca$his e Paperboy, di grande attrazione per tutti i fan di Eazy. Nel 2007 uscì la terza raccolta del rapper, Featuring...Eazy-E, nella compilation ci sono collaborazioni con: MC Eiht, Mack 10, MC Ren e Bone Thugs-n-Harmony. Tri-Pack è la quarta raccolta di Eazy, 3 dischi e 30 tracce in totale, è uscita nel 2010.
Nel 2013 all'evento hip-hop Rock The Bells viene realizzato un ologramma del rapper defunto (dopo che la stessa cosa venne fatta a 2Pac precedentemente), eseguendo alcuni brani tra cui Boyz In The Hood, Straight Outta Compton e Foe Tha Love Of $, quest'ultima con i Bone Thugs-n-Harmony.

## Curiosità
- Gli occhiali da sole e il cappello con la scritta "Compton", da lui portati in molti video delle sue canzoni divennero un suo vero e proprio tratto distintivo.
- Il suo primo soprannome, precedente a quello di "Eazy-E", era "Casual".
- Era sposato con Tomika Woods dalla quale ebbe anche un figlio, ma aveva avuto già altri 9 figli con diverse altre donne. Eazy tuttavia riconobbe tutti questi figli, impegnandosi inoltre a provvedere per il loro mantenimento. Al più grande fra i suoi figli venne dato il suo stesso nome: Eric Wright Jr., ed ha promesso di portare avanti l'eredità del padre diventando a sua volta un rapper e facendosi chiamare Lil Eazy-E.
- Nel 2004 i creatori del videogioco GTA San Andreas inserirono due canzoni degli N.W.A e Eazy er said than dunn di Eazy-E in Radio Los Santos e inoltre crearono uno dei personaggi, un gangster di strada di nome Ryder (doppiato dal rapper MC Eiht, leader dei Compton's Most Wanted), usando l'aspetto e il vestiario di Eazy-E e facendolo assomigliare a Eazy in tutti i suoi atteggiamenti.
- Nel 2011 Dr. Dre, Eminem e Skylar Grey hanno pubblicato una canzone in sua memoria intitolata I Need a Doctor (contenuta in Detox). Il video ritrae molti momenti passati degli N.W.A e di Eazy-E, e negli ultimi secondi ritrae la tomba del rapper, dove c'è scritto "We Love Him A Lot But God Loved Him More"(Lo abbiamo amato molto, ma Dio lo ha amato di più). Nel video viene ricordato anche Tupac Shakur, altra leggenda del gangsta rap insieme a Eazy, scomparso un anno dopo di quest'ultimo.
- In una puntata del cartone animato Cleveland Show il figlio più piccolo della moglie di Cleveland, Rallo fa vedere un dipinto che ha sul soffitto della sua camera da letto che raffigura lui ed Eazy E con la scritta "See you in the Crossroad" ("Ci vedremo nell'Aldilà"). Nel medesimo cartone in una puntata dove Cleveland combatte degli spacciatori si sente come sottofondo la canzone Straight outta Compton degli N.W.A. Inoltre sempre nella stessa puntata uno dei bambini del quartiere che Cleveland si impegna ad aiutare appare identico ad Eazy-E con tanto di berretto e occhiali da sole.
- Il rapper The Game ha dichiarato in più interviste che il suo rapper preferito e idolo è Eazy-E e ha anche fatto un brano in sua memoria insieme a Kanye West.
- Tay-K nel brano I love My Choppa ricorda Eazy-E, questo perché Tay-K ha visto in Eazy un punto di riferimento per la sua carriera e per il suo stile di vita, tanto da ricordarlo in uno dei suoi brani.

## Discografia

### Solista
Album in studio
- 1987 – Eazy-Duz-It
- 1995 – Str8 off tha Streetz of Muthaphukkin Compton[5] (postumo)

EP
- 1992 – 5150: Home 4 Tha Sick EP
- 1993 – It's On (Dr. Dre) 187um Killa
- 2002 – Impact Of A Legend (Postumo)

Compilation
- 1995 – Eternal E (Postumo)
- 2007 – Featuring...Eazy-E (Postumo)
- 2010 – Tri-Pack (Postumo)

### Con gli N.W.A
- 1987 – N.W.A. and the Posse
- 1988 – Straight Outta Compton
- 1990 – 100 Miles and Runnin'
- 1991 – Efil4zaggin

## Premi e riconoscimenti

### American Music Award
| Anno | Nomina | Premio                          | Risultato   |
| ---- | ------ | ------------------------------- | ----------- |
| 1990 | Eazy-E | Favorite Rap/Hip-Hop Artist     | Candidato/a |
| 1990 | Eazy-E | Favorite Rap/Hip-Hop Album      | Candidato/a |
| 1990 | Eazy-E | Favorite Rap/Hip-Hop New Artist | Candidato/a |